# Silas Condit
Silas Condit, född 18 augusti 1778 i Orange, New Jersey, död 29 november 1861 i Newark, New Jersey, var en amerikansk politiker. Han var ledamot av USA:s representanthus 1831-1833. Han var son till John Condit som representerade New Jersey i båda kamrarna av USA:s kongress.
Condit utexaminerades 1795 från College of New Jersey (numera Princeton University). Han var sedan verksam som handelsman i Orange. Han var sheriff i Essex County, New Jersey 1813-1816. Han var direktör för Newark Banking Co. 1820-1842. I representanthuset 1831-1833 hörde han till motståndarna till USA:s president Andrew Jackson.
Condits grav finns på First Presbyterian Church Cemetery i Newark.